# Mine de Blanket
La mine de Blanket est une mine à ciel ouvert d'or située au Zimbabwe,,,,. Elle appartenait à Kinross Gold jusqu'en 2006. Depuis 2012, le Zimbabwe possède une participation de 51 % dans la mine. 